# Капсульный отель
Ка́псульный оте́ль (яп. カプセルホテル капусэру хотэру) — один из вариантов отелей, разработан в Японии. Представляет собой небольшие спальные ячейки, расположенные друг над другом. Находятся в основном возле крупных вокзалов или рядом с увеселительными районами.

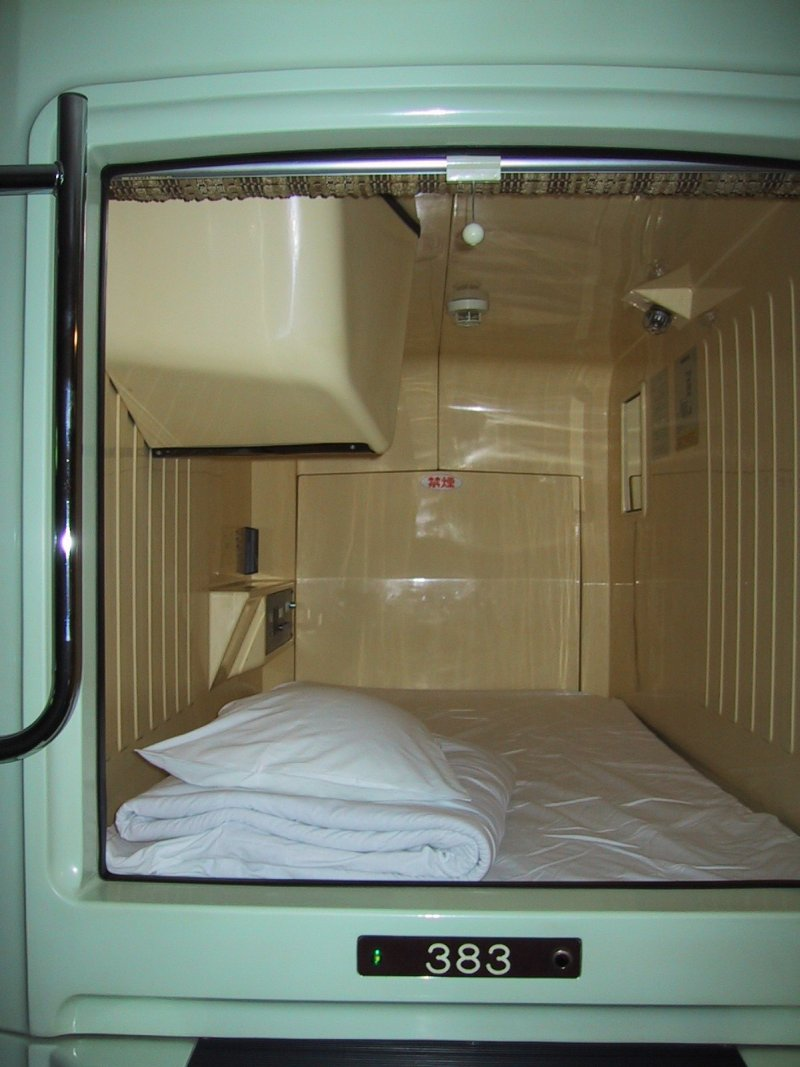
Вид внутри капсулы № 383 в капсульном отеле в Осаке в 2004 году. Коробка в левом верхнем углу на переднем плане — это телевизор, которым можно управлять с помощью панели слева на заднем плане. Эта панель также управляет освещением и кондиционером. На правой стене зеркало, и кондиционер в верхнем углу. На верхнем краю изображения, немного свёрнутые шторы. С левого края находится часть лестницы, по которой можно подняться в эту капсулу верхнего ряда

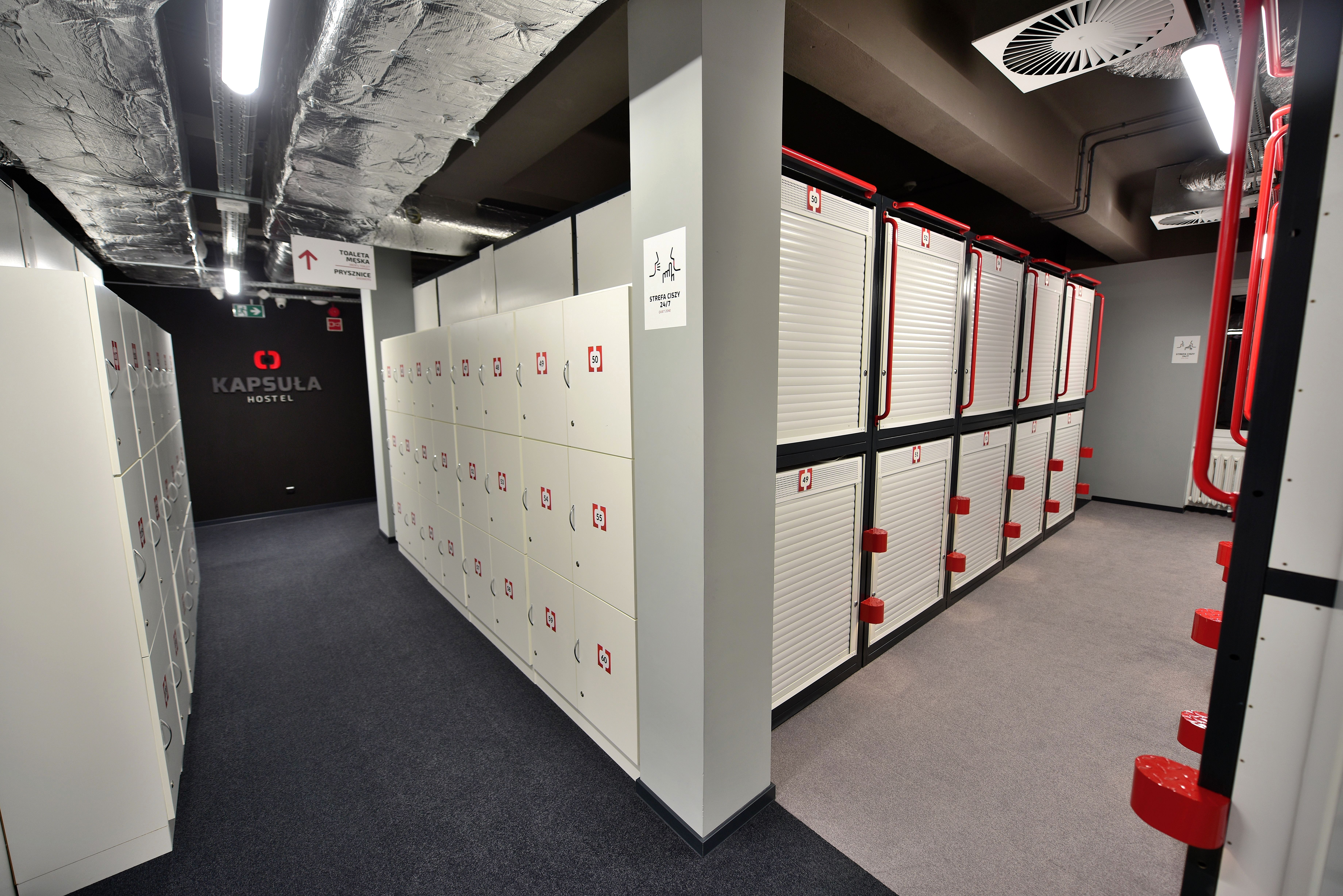
Капсульный отель «Kapsuła Hostel» в Варшаве, Польша. Шкафчики находятся слева, а спальные капсулы — справа

Первый капсульный отель в мире «Capsule Inn Osaka» был спроектирован Кисё Курокавой и открыт 1 февраля 1979 года в районе Умеда в городе Осака, Япония.. Оттуда он распространился на другие города Японии. С тех пор капсульные отели распространились и на другие страны мира, включая Россию, Бельгию, Китай, Гонконг, Исландию, Индию, Индонезию, Израиль, Польшу, Канаду и т. д.

## Описание
Комната в типичном капсульном отеле представляет собой капсулу размером примерно 2 × 1 × 1,25 м. Этого размера достаточно, чтобы спать, смотреть телевизор или читать. Обычно посетителей просят не курить и не есть в капсулах. Курение в капсульных отелях чаще всего запрещено.
Капсулы располагаются рядом друг с другом в два яруса. Приватность обеспечивается занавеской или дверью из стекловолокна в открытом конце капсулы.
Багаж постояльца хранится обычно в шкафчике, расположенном недалеко от капсулы. Туалеты также расположены отдельно и являются общими.
Такой стиль размещения постояльцев в гостинице популярен в Японии, но за её пределами популярностью не пользуется. Большинство постояльцев — уставшие офисные работники, не желающие совершать далёкую поездку домой от места работы, либо нетрезвые граждане, опасающиеся по разным причинам ехать домой.
В Японии в капсульные отели редко заселяют женщин, поскольку владельцы отелей относят их к источникам шума и беспокойства, что может помешать мужскому отдыху. Однако им могут всё-таки выделить один этаж, но при условии, что они не будут заходить на «мужскую половину» отеля.
Эти «ночлежки» достаточно дёшевы по сравнению с другими японскими гостиницами, цена — 2000—4000 ¥ за ночь (21—42 $, 16—31 €, 15—29 £).
Самый крупный капсульный отель — «Грин Плаза Синдзюку» в Токио, в котором 660 номеров размером 1 × 2 × 1 м.

## В России

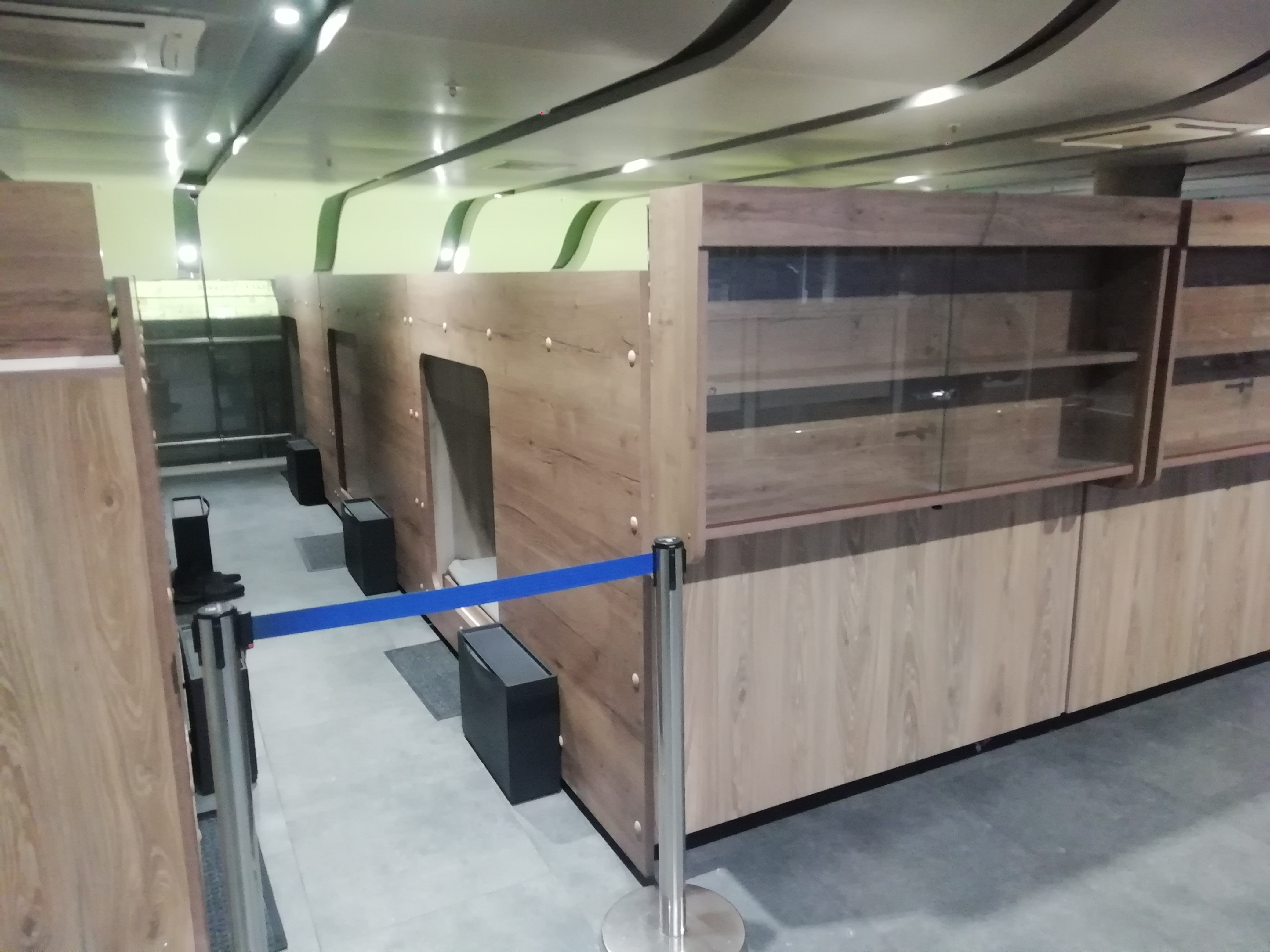
Капсульный отель в аэропорту Пулково, Санкт-Петербург, Россия

Осенью 2009 года руководство московского международного аэропорта Шереметьево объявило об открытии в помещении одного из терминалов первого российского отеля капсульного типа «Воздушный экспресс». Однако, по данным официального сайта, отель создан по «европейскому типу» и напоминает традиционную гостиницу экономкласса. Номера 1—3-местные, площадью 7,5—22 м², оборудованные санузлами с душем. Есть несколько VIP-номеров.
Гостиница близ Белорусского вокзала, открывшаяся в январе 2013 года, также позиционирует себя как первый капсульный отель в России.
В августе 2022 года холдинг РЖД открыл первые капсульные отели в Москве на Ярославском и Казанском вокзалах.
Также капсульный отель работает в аэропорту Пулково.